# رغدان
قرية رغدان هي قرية من قرى منطقة الباحة بالمملكة العربية السعودية، وتقع شمال غرب مدينة الباحة وتبعد عنها 4 كم، ويبلغ عدد سكانها نحو 5000 نسمة وتقع على الطريق العام الممتد بين مدينتي الباحة والطائف، وتفصلها قرية الزرقاء عن مدينة الباحة، كما تُعدُّ القرية وسيطة بين مجموعة من القرى، وتستفيد من وسائل النقل والمواصلات المتاحة للمنطقة. وهي من أجمل غابات المملكة وأكثرها شهره وهي مقر لمشيخة بني خثيم حيث توجد الشياخة في بين ال عدنان .

## القرى التابعة لها
تتكون القرية من قرى صغيرة هي: 
- دار الخيال
- الحبيش
- المضروم
- الحاني
- الحازم
- ال سعيد
- الحبناء
- الحصون
- المعلاة
- المسفلة
- المعشي.
- الشرف
- حراية
- الجعرة

## معالمها
تشتهر رغدان منذ القدم بسوق الأحد والذي يقام يوم الأحد من كل اسبوع، وهو من أشهر أسواق غامد وزهران حيث يتوافد اليه الناس من كل حدب وصوب، وفي القرية عدة أماكن لترفيه كملاهي رغدان الكهربائية وملاهي ساندي الكهربائية ويقام فيها عدة مهرجانات كمهرجان العرضة الجنوبية وباحة الكادي مصيف بلادي وحديقه حيوان وسيرك عالمي وهي أكثر الغابات في عدد السواح يخترق قرية رغدان وادي قوب المشهور